# Kozłów (Dąbrowa)
Pour les articles homonymes, voir Kozłów.
Kozłów est une localité polonaise de la gmina de Gręboszów, située dans le powiat de Dąbrowa en voïvodie de Petite-Pologne.